# Џоун Риверс
Џоун Александра Молински (енгл. Joan Alexandra Molinsky; Њујорк, 8. јун 1933 — Њујорк, 4. септембар 2014), познатија као Џоун Риверс (енгл. Joan Rivers), била је америчка комичарка, глумица, списатељица, продуценткиња и ТВ водитељка. Била је позната по својој често контроверзној комичној персони, која је била јако критична према себи и другим познатим личностима и политичарима.
Риверсова се прославила 1965. као гошћа у The Tonight Show. Водитељ је био њен ментор, Џони Карсон, а емисија је установила комичарски стил Риверсове. Године 1986, са сопственом ривалском емисијом The Late Show with Joan Rivers, Риверсова је постала прва жена која је водила касни ноћни ТВ ток-шоу. Касније је водила The Joan Rivers Show (1989—1993), за који је добила дневну награду Еми за најбољег водитеља ток-шоуа. Од средине деведесетих, постала је позната по комичном интервјуисању познатих личности на црвеном тепиху. Риверсова је водила и модни шоу са познатима Fashion Police (2010—2014) на E! и била је главна звезда ријалити-шоуа Joan & Melissa: Joan Knows Best? (2011—2014) са својом ћерком Мелисом. О животу Џоун Риверс је 2010. снимљен документарни филм.
Поред рекламирања накита и одеће на каналу QVC, Риверсова је под својим именом написала 12 књига бестселера и 3 ЛП комична албума. Номинована је за награду Греми за свој албум What Becomes a Semi-Legend Most? из 1984. године и номинована је за награду Тони за најбољу глумицу у представи за насловну улогу у Sally Marr ... and Her Escorts. Риверсова се 2009. године заједно са својом ћерком Мелисом такмичила у другој сезони ријалитија The Celebrity Apprentice и на крају је победила. Риверсова је 2015. године постхумно добила награду Греми за најбољи говорећи албум за књигу Diary of a Mad Diva.
Године 1968, Џек Гулд, телевизијски критичар Њујорк тајмса, назвао је Риверсову „вероватно најсмешнијом живом женом”. Године 2017, часопис Ролинг стоун поставио ју је на 6. место на листи 50 најбољих стенд-ап комичара свих времена, а у октобру исте године примљена је у Кућу славних Телевизијске академије. Комичари као што су Сара Силверман, Маргарет Чо, Кети Грифин, Ејми Шумер, Челси Хендлер, Розен Бар и Грег Прупс навели су Џоун Риверс као свог узора.